# Automatische piloot
Een automatische piloot, stuurautomaat, automatische chauffeur of automatische stuurman is een mechanisme waarmee een voertuig, vliegtuig of vaartuig bestuurd kan worden zonder hulp van een mens. Ook systemen die de stuurtaak van de mens vereenvoudigen, door logische stuurhandelingen van de bestuurder te vertalen naar complexe stuuracties van het voertuig, worden tot de automatische piloten gerekend. De term piloot wordt meestal gebruikt voor de automatische besturing in vliegtuigen, maar ook vaartuigen kennen een stuurautomaat. Automatische piloten worden toegepast in zelfrijdende auto's, maar ook cruisecontrol is een vorm van een eenvoudige automatische piloot.

## Vliegtuigen

### Geschiedenis in de luchtvaart
De eerste vorm van automatische besturing in een vliegtuig is een automatische stabilisator, ontwikkeld door de gebroeders Wright. Het systeem bestond uit een slinger, waarmee rol- en gierbewegingen werden gemeten en bestuurd en een windvaan die stampbeweging bepaalde en compenseerde. Orville Wright vroeg op 8 februari 1908 octrooi aan op zijn ontwerp. De eerste succesvolle vlucht vond plaats op 24 oktober 1911. Gebruikmakend van dit systeem maakte hij op die dag de langste zweefvlucht tot dat moment, 9 minuten en 45 seconden, een record dat nog een kleine tien jaren zou blijven bestaan.
De eerste volledige automatische piloot voor een vliegtuig werd ontwikkeld door de Sperry Corporation. Hij bevatte een gyroscopische kunstmatige horizon en een magnetisch kompas, die samen hydraulisch het richtingsroer, het hoogteroer en het rolroer bedienden. Hiermee kon het vliegtuig in een rechte lijn een opgegeven kompaskoers vliegen, waarmee meer dan 80 procent van het werk van een piloot op een routinevlucht automatisch uitgevoerd kon worden.

### Onderscheid in systemen
Tegenwoordig kunnen de automatische piloten in drie categorieën verdeeld worden:
1. Stabiliserende systemen
2. Besturingsvereenvoudiging en stuurbekrachtiging
3. Volledig autonome besturing

#### Stabiliserende systemen
Vliegtuigen hebben van nature een verzameling eigenbewegingen. Deze natuurlijke bewegingen, zoals de fugoïde, de snelle slingering en de periodieke rolbeweging of dutch roll, zijn een gevolg van het ontwerp. Aan de hand van deze natuurlijke eigenschap van vliegtuigen kunnen twee soorten onderscheiden worden: de stabiele en de instabiele ontwerpen. Het verschil tussen de stabiele en de instabiele toestellen is het feit dat deze bewegingen bij stabiele toestellen gedempt worden en bij instabiele toestellen niet gedempt of zelfs versterkt worden.
Traditionele vliegtuigen zijn van nature stabiel. Dat wil zeggen dat zo'n vliegtuig na een verstoring van het evenwicht altijd uit zich zelf terug zal keren naar de toestand waarin het oorspronkelijk verkeerde. 
Een voorbeeld: Een vliegtuig vliegt rechtuit (met een bepaald motorvermogen) en is volledig uitgetrimd; de piloot kan de besturing loslaten zonder dat het toestel van koers, hoogte of snelheid verandert. Als de piloot nu kort de neus van het toestel omhoog brengt (zonder het motorvermogen aan te passen) en daarna de besturing weer loslaat zal de neus (doordat het vliegtuig is "uitgetrimd" voor een bepaalde snelheid) automatisch gaan zakken en zal het toestel op de oorspronkelijke hoogte en met dezelfde snelheid weer verder vliegen.
De minder conventionele ontwerpen, waaronder vele gevechtsvliegtuigen, maar ook andere moderne ontwerpen en zelfs de Wright Flyer van de Gebroeders Wright, hebben de bovenstaande neiging veel minder of zelfs het tegenovergestelde; het toestel zou juist verder optrekken en vervolgens overtrekken. Het is bij deze vliegtuigen al (bijna) onmogelijk om rechtuit te blijven vliegen zonder dat een automatische piloot assistentie verleent.
Stabiliserende systemen nemen (een deel van) de nadelige vliegeigenschappen van het vliegtuig weg om de piloot minder te belasten of, in sommige gevallen, zelfs besturen mogelijk te maken. Een bekend stabiliserend systeem is de yaw damper, die de dutch roll onderdrukt omdat deze zeer hinderlijk is voor passagiers.

#### Besturingsvereenvoudiging en stuurbekrachtiging
De tweede categorie bevat de systemen die de stuuractie van de piloot vertalen naar bewegingen van de stuurvlakken. Dit betekent dus dat de piloot nog steeds zelf de bewegingen van het vliegtuig (rollen, stampen, gieren) aanstuurt, maar niet meer rechtstreeks de stuurvlakken bedient. Hiervoor zijn drie redenen te onderscheiden: gebrek aan kracht van de piloot, het gebruik van complexe stuurvlakken en fly-by-wire-technologie.
Een mens kan niet voldoende kracht ontwikkelen om de aerodynamische krachten op de grote stuurvlakken van een groot vliegtuig tegen te gaan. Hiervoor moet dus stuurbekrachtiging ingezet worden om de bedoeling van de piloot te vertalen naar een beweging van de stuurvlakken.
Moderne vliegtuigen hebben vaak meerdere stuurvlakken voor verschillende situaties of verschillende doeleinden. De Boeing 747 heeft bijvoorbeeld rolroeren aan de wortel van de vleugel (voor hoge snelheden) en aan de tip van de vleugel (voor lage snelheden). In dit geval kiest de automatische piloot de zinnigste combinatie van stuurvlakken. Tevens kan het zijn dat stuurvlakken gecombineerd zijn. In de B-2 Spirit is bijvoorbeeld, vanwege de afwezigheid van een kielvlak, het richtingsroer gecombineerd met de rolroeren. In dit geval is er een computer nodig om te bedenken welk vlak hoe moet bewegen om de, door de piloot bedoelde, beweging in te zetten.
Vliegtuigen die uitgerust zijn met fly-by-wire hebben niet langer een mechanische verbinding tussen piloot en stuurvlak. In dit geval is een computer vereist om de beweging van de piloot te vertalen naar beweging van stuurvlakken.

#### Volledig autonome systemen

Mode control panel(MCP) van een Boeing 747-400, waarmee de autopilootfuncties worden bediend

In de laatste categorie worden alle of een deel van de bewegingen van het vliegtuig bepaald door de automatische piloot. Dit betekent dat de piloot in die fase het vliegtuig niet zelf fysiek bestuurt, maar de autopilot opdracht geeft hoe het vliegtuig moet bewegen. Bij deze systemen verandert de taak van de piloot van een bestuurder naar een operateur/controleur. Hij moet de automatische piloot de juiste opdrachten geven en controleren of deze opdrachten goed worden uitgevoerd.
Het geven van opdrachten aan de automatische piloot gebeurt bij deze autonome systemen door de automatische piloot met het mode control panel (MCP) opdrachten te geven in driedimensionale richtingen. Daartoe kan de automatische piloot gekoppeld worden aan het flight management system (FMS). Het FMS geeft door middel van de flight management computer (FMC) opdrachten aan de automatische piloot. De opdrachten behelzen zowel dan zowel de laterale navigatie (LNAV) als de verticale navigatie (VNAV).
Met de automatische piloot is het bij sommige vliegtuigen mogelijk om een automatische landing te maken en het vliegtuig volledig tot stilstand te brengen met slechts minimale handelingen door de piloot. Om de veiligheid en de betrouwbaarheid te waarborgen is het wel zo dat bij een automatische landing gebruik wordt gemaakt van meerdere (twee of drie) redundante automatische piloten, die elkaar controleren.

## Architectuur
Een elementaire automatische piloot bestaat uit een of meerdere sensoren, een of meerdere filters, een besturingscomputer en een of meerdere actuatoren. In feite is een automatische piloot een PID-regelaar met meestal meerdere ingangssignalen en een of meerdere uitgangssignalen.

### Sensoren
Door sensoren wordt het systeem op de hoogte gehouden van de omgeving en de actuele toestand van het voertuig, zoals toerental van motoren, de snelheid en de stand van stuurorganen. Door vergelijking met de gewenste toestand wordt de te ondernemen actie bepaald, samen te vatten als het bijsturen in letterlijke en figuurlijke zin.

### Filters
Sommige signalen zijn duidelijk, bijvoorbeeld een GPS-positie of het signaal van de sensor die bepaalt of een vliegtuig contact maakt met de grond. Deze signalen hoeven dan ook niet gefilterd te worden alvorens ze gebruikt worden door een stuurautomaat. De meeste signalen bevatten echter veel ruis. Deze signalen moeten gefilterd worden om de zorgen dat de automatische piloot stuurt op het gemiddelde van de gemeten waarden.

### Besturingscomputer
De besturingscomputer vergelijkt de waarden van de sensoren met de gewenste waarden, berekent met een regelalgoritme een signaal dat aan de actuatoren doorgegeven wordt. Tevens geeft deze computer vaak door aan de bestuurder waar de automatische piloot naartoe stuurt, of zou moeten sturen. Het laatste is vooral herkenbaar in de flight director, een instrument dat aangeeft waar de piloot naartoe moet sturen om de gewenste toestand, bijvoorbeeld vliegrichting, te bereiken. Dit systeem geeft in feite aan wat de automatische piloot zou doen als deze zou sturen.
De hardware van een gemiddelde automatische piloot in vliegtuigen is vaak een serie van vijf 80386-CPU's, elk op een eigen moederbord. Hoewel dit vrij ouderwets aandoet, wordt hier vaak gebruik van gemaakt. De belangrijkste redenen hiervoor zijn de bekendheid met het systeem, alsmede de relatieve ongevoeligheid voor zaken als ioniserende straling of temperatuurschommelingen. Bovendien is er relatief weinig rekenkracht vereist om de besturingsalgoritmen door te rekenen. Ten slotte hebben deze processors door lang gebruik in pc's weinig onverwachte fouten.

### Actuatoren
De actuatoren zetten het signaal van de besturingscomputer om in een beweging van de stuurvlakken of de brandstofregelaar. In veel gevallen geven sensoren op de actuatoren ook aan in welke positie ze staan, zodat dit signaal teruggevoerd kan worden in de automatische piloot en aan de piloot zelf met onder meer force feedback op een joystick, iets wat in vliegtuigen met fly-by-wire-technologie ook vaak toegepast wordt.

## Wegvoertuigen
Bij auto's op de openbare weg is de invoering van automatische systemen complexer, doordat het wegverkeer een voor iedereen toegankelijk systeem is, in tegenstelling tot het luchtruim. Adaptive cruise control is de eerste stap op weg naar geautomatiseerd rijden. Het systeem houdt een veilige afstand tot de voorligger en past automatisch de snelheid aan indien de voorligger afremt. Volledig geautomatiseerde voertuigen (zelfrijdende auto's) zijn complex in combinatie met conventioneel wegverkeer en bij bepaalde verkeerssituaties.
Automatische wegvoertuigen op een eigen baan zijn bijvoorbeeld de ParkShuttle en de Phileas.

## Scheepvaart

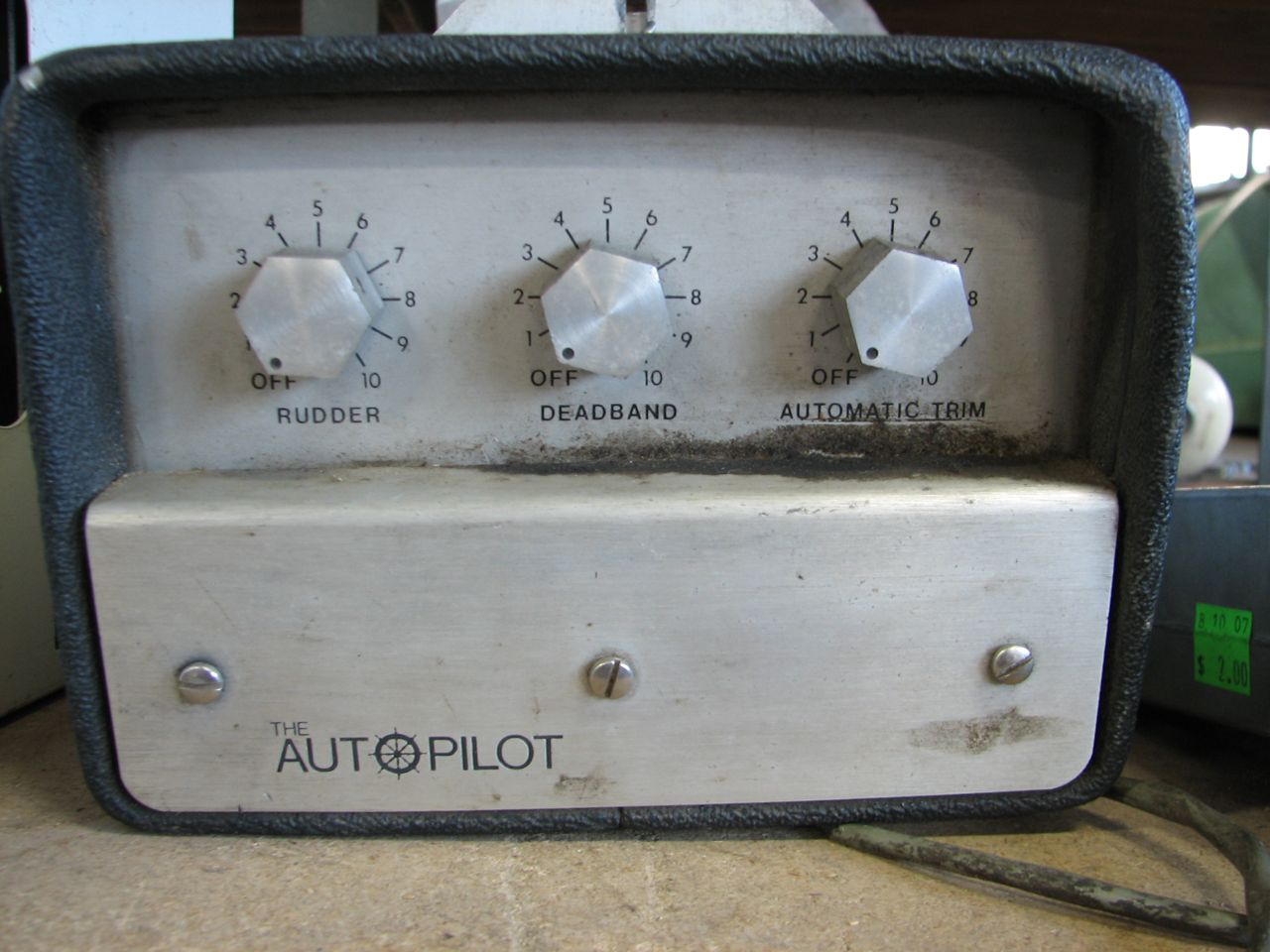
Stuurautomaat op een schip

In de zeevaart wordt de automatische besturing stuurautomaat genoemd. De stuurautomaat werd in eerste instantie aangestuurd door een koerssteller waarop de gewenste koers werd ingesteld en een sensor die de stand van een magneetkompas aflas. Latere versies gebruiken een gyrokompas of fibre optic gyrokompas. Moderne stuurautomaten zijn opgebouwd rond een microprocessor-unit die zowel de koers via het kompas, als de ingestelde routes controleert met satellietnavigatie en eventueel bij het passeren van een routepunt een nieuwe koers instelt, zodat de roerganger in principe alleen nog hoeft te interveniëren als er een aanvaring met een ander vaartuig dreigt.
De rivierpiloot, zoals in de binnenvaart gebruikt, heeft een geheel ander uitgangspunt. Hier wordt niet een rechte koers nagestreefd – de rivier is zelden recht – maar een gestuurde bocht. Met een stuurknuppel die van 90 graden bakboord tot 90 graden stuurboord kan bewegen, wordt de draaisnelheid van het schip getoetst aan het signaal van een bochtaanwijzer en zo nodig door automatische roercorrecties bijgesteld. Deze bochtaanwijzer geeft de draaisnelheid aan in graden per minuut.